# Adolf Opálka

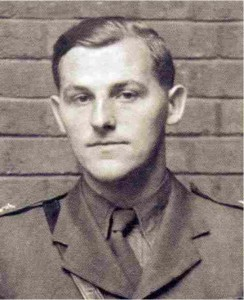
Adolf Opálka

Adolf Opálka (* 4. Januar 1915 in Rešice; † 18. Juni 1942 in Prag) war ein tschechoslowakischer Soldat und Mitglied der tschechischen antinationalsozialistischen Sabotageoperation Out Distance während des Zweiten Weltkrieges, sowie ein Mitglied der Operation Anthropoid, die erfolgreich ein Attentat auf Reinhard Heydrich verübte.

## Leben
Opálka wurde in eine Mittelschichts-Familie in Rešice nahe Dukovany geboren. Er war unehelicher Sohn des Müllers Viktor Jarolím (1889–1942) und der Anežka Opálková. Nach dem Tod seiner Mutter 1923 lebte Opálka bei seiner Tante Marie Opálková (1882–1942). Zwischen 1932 und 1936 studierte er; kurz nach seinem Abschluss schloss er sich der Tschechoslowakischen Armee an. Er diente im 43. Infanterieregiment in Brno. Kurz nach seinem Eintritt studierte er außerdem an der Militärakademie in Hranice. Im Anschluss trat er dem 2. Bergregiment in Ružomberok als Leutnant bei.
Das Münchner Abkommen beendete seine Militärkarriere und er verließ mit seinem Cousin František Pospíšil sein Heimatland Tschechoslowakei über Polen und Frankreich nach Nordafrika, wo er der Légion étrangère beitrat.
Nach dem Ausbruch des Zweiten Weltkrieges und der Besetzung der Tschechoslowakei kehrte Opálka nach Frankreich zurück und trat einer tschechoslowakischen Armee in Agde bei.
Im Sommer 1941 meldete er sich freiwillig für Verdeckte Operationen hinter der Feindeslinie. Er wurde dafür in Schottland trainiert und wurde Leiter der Gruppe mit dem Codenamen „Out Distance“.

## Out Distance
Opálka (Deckname „Adolf Král“), Ivan Kolařík („Jan Krátký“) und Karel Čurda („Karel Vrbas“) sprangen am 28. März 1942 mit dem Fallschirm heimlich in das Protektorat Böhmen und Mähren um eine verdeckte Operation durchzuführen. Dabei landeten sie jedoch aufgrund eines Navigationsfehler an einer falschen Stelle und Opálka verletzte sich am Bein. Dies führte dazu, dass sich die Gruppe auflöste. Opálka kontaktierte den Kapitän Alfréd Bartoš und schloss sich später in Prag der Operation Anthropoid an.

## Operation Anthropoid

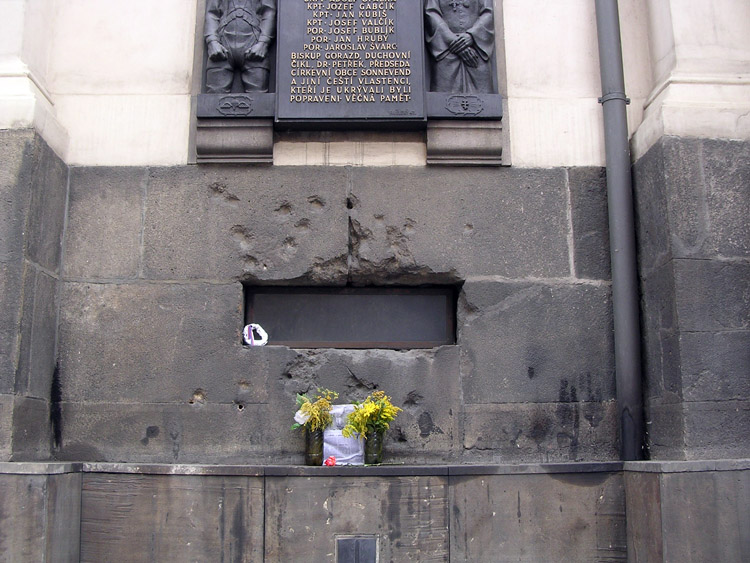
Außenseite der St. Cyrill und Method Kirche in Prag

Die Operation Anthropoid verfolgte das Ziel, Reinhard Heydrich, den Reichsprotektor von Böhmen und Mähren, zu töten. Nachdem die Mission geglückt war, wurden (Josef Bublík, Jozef Gabčík, Jan Hrubý, Jan Kubiš, Josef Valčík, und Jaroslav Švarc) bis zur Kirche St. Cyrill und Method verfolgt. Um 16:15 am 18. Juni 1942 war die Kirche von 800 Soldaten der deutschen Wehrmacht und der Waffen-SS umstellt und es folgte ein siebenstündiger Kampf. Dabei starben alle an der Operation Beteiligten, Opálka tötete sich selbst.